# Mundabli
Mundabli ist eine vom Aussterben bedrohte bantoide Sprache des Kamerun.
Es wird traditionell als westbeboide Sprache klassifiziert und zählt daher zur Sprachfamilie der Niger-Kongo-Sprachen.
„Mundabli“ ist gleichzeitig der Name des Ortes, in der die Sprache gesprochen wird. Die Sprache wird auch in den Orten von Mufu und Bu. Die Varietät des Bu wird gelegentlich auch als eigenständige Sprache bezeichnet.